# USR PLUS
USR-PLUS a fost numele oficial al partidului Uniunea Salvați România (USR) înainte de congresul din 1 octombrie 2021. Înainte de unificarea USR cu PLUS, alianța formată de acestea era numită tot USR-PLUS. Alianță electorală înființată la 2 februarie 2019 între partidele Uniunea Salvați România (USR) și Partidul Libertate, Unitate și Solidaritate (PLUS), inițial numită Alianța 2020 USR-PLUS, a fost fondată pentru a candida împreună la alegerile europarlamentare din 26 mai 2019. Ulterior, cele două partide au decis semnarea unui protocol de alianță politică și pentru alegerile prezidențiale din noiembrie 2019.
Începând cu sfârșitul lunii iunie 2020, alianța electorală a devenit una politică. USR și PLUS au decis să demareze negocierile pentru fuziune, iar pe 15 august, în urma congresului de fuziune dintre USR și PLUS, cele două partide au decis să fuzioneze în mod oficial, prin absorbția PLUS în USR. La 16 aprilie 2021 Curtea de Apel București a aprobat fuziunea. De altfel, partidul a ținut la începutul lunii octombrie un congres pentru alegerea unei noi conduceri unde Dacian Cioloș a fost ales să devină singurul președinte al partidului. La același congres, 24 de membrii ai Biroului Național Politic al partidului, au fost aleși iar delegații de la congres au votat să conserve numele de Uniunea Salvați România ca nume legal al partidului, eliminând dispozițiile din protocolul de fuziune care recomandă schimbarea numelui în USR PLUS.

## Istoric

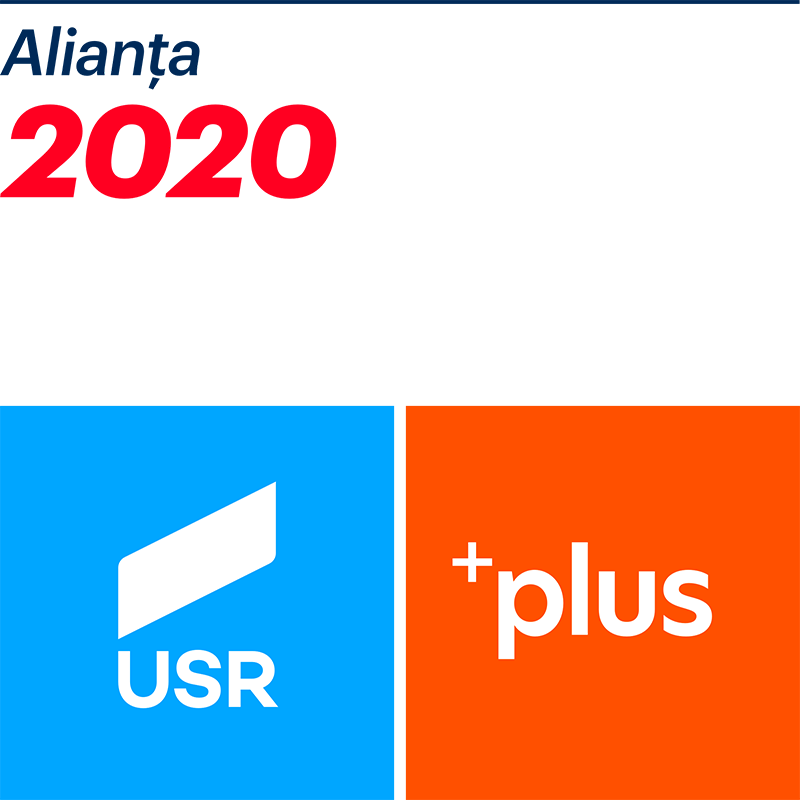
Fosta siglă a USR-PLUS când avea statut de alianță

Dan Barna și Dacian Cioloș, ca lideri ai Alianței au declarat în februarie 2019 că cele două părți au ajuns la un acord de a participa pe liste comune la alegerile europene și că proiectul a fost un prim pas către un eventual succes în alegerile parlamentare din 2020.
La 7 martie 2019, Biroul Electoral Central (BEC) a respins cererea de înscriere a Alianței 2020 USR PLUS pentru alegerile europarlamentare motivând că în Registrul partidelor politice, Dan Barna și Dacian Cioloș nu figurează ca președinți ai celor două formațiuni politice. Dan Barna a fost ales președinte al USR în octombrie 2017, iar Dacian Cioloș a fost ales președinte PLUS în februarie 2019. Ambele partide au solicitat înregistrarea președinților la Tribunalul București, dar până la înscrierea Alianței nu primiseră o decizie definitivă. Deputatul Nicușor Dan, fost președinte al USR, a susținut că "am găsit, împreună cu echipa juridică, soluția care să îmi permită să contrasemnez în mod legal protocolul Alianței USR PLUS" La 8 martie, Înalta Curte de Casație și Justiție a admis contestația USR PLUS la decizia BEC de a nu permite înregistrarea alianței.
Sloganul ales al Alianței este "Fără hoție ajungem departe".
În data de 15 august 2020, cele două formațiuni ale Alianței (Uniunea Salvați România și Partidul Libertate, Unitate și Solidaritate) au susținut un congres online în care s-a decis fuziunea celor două formațiuni politice. Noua formațiune se va numi USR până la hotărârea tribunalului după care în cadrul unui nou congres noua formațiune va adopta numele de USRPLUS și va fi condusă de copreședinții Dan Barna și Dacian Cioloș.
Ambele partide, USR și PLUS, oficial și legal au fuzionat într-un singur partid la 16 aprilie 2021 după aprobarea Curții de Apel București. În plus, s-a spus că partidul se pregătește pentru un nou congres, probabil organizat în toamna anului 2021, pentru a vota o singură conducere, Barna și Cioloș anunțând că vor participa amândoi la acest vot.
La începutul lunii octombrie 2021, Dacian Cioloș a fost ales președinte al partidului în congres. Ulterior, au fost aleși cei 24 de membri ai Biroului Național Politic, iar numele partidului politic s-a schimbat înapoi în Uniunea Salvați România, în consecință renunțând la „USR PLUS” ca un nume.

## Alegerile europarlamentare 2019

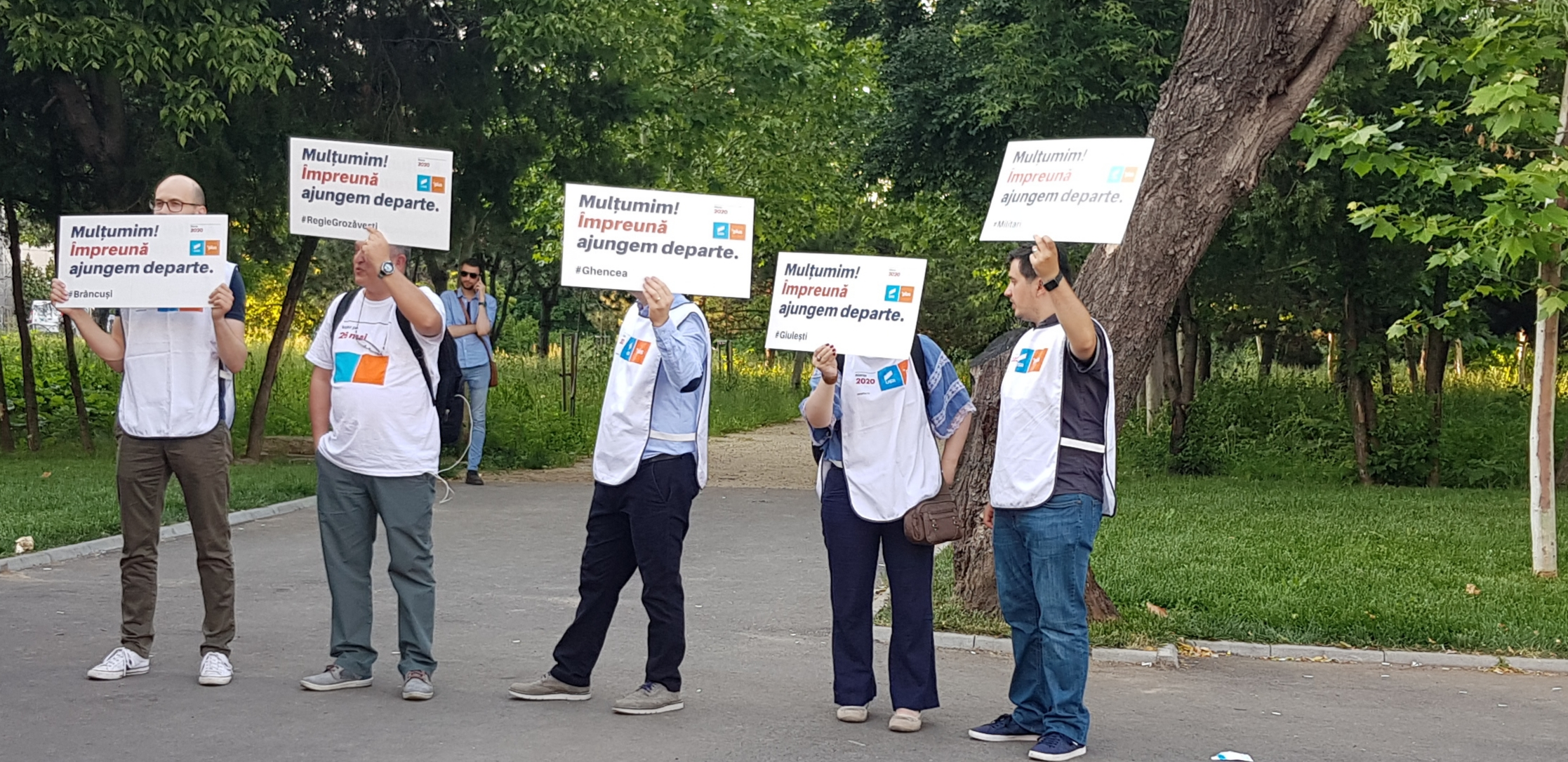
Membri ai Alianței USR PLUS mulțumind bucureștenilor pentru procentul de 39,89% în alegeri.

Pe 4 aprilie 2019, Alianța 2020 USR PLUS și-a prezentat, în cadrul unei conferințe de presă, programul electoral pentru alegerile europarlamentare. Oferta electorală a alianței vizează patru teme principale: „Justiție și protejarea drepturilor românilor în UE”, „Bunăstarea societății: sănătate, educație, măsuri anti-sărăcie”, „Prosperitate europeană acasă, în România” și „Politica externă și de securitate”. Printre promisiunile alianței se află crearea unui MCV european aplicabil, aderarea României la Spațiul Schengen, dar și modificări în educație, agricultură și infrastructură. USR+PLUS sprijină, de asemenea, aderarea Republicii Moldova la UE. Dacă programul alianței a pus accent pe priorități și obiective ale candidaților pentru Parlamentul European, în cadrul discursurilor din fața susținătorilor de la mitingurile electorale mesajul a avut un accent centrat pe politica internă, pe lupta cu puterea guvernamentală.
Cu ocazia Summit-ului european de la Sibiu de pe 9 mai, Dacian Cioloș a avut o întâlnire cu Emmanuel Macron, președintele Franței, o întâlnire care s-a axat pe o discuție privind realizarea unui nou grup politic în Parlamentul European după alegerile din 26 mai.
În timpul campaniei electorale, alianța a organizat două reuniuni electorale majore la care au participat ambii lideri ai alianței, pe 5 mai la Cluj-Napoca și 12 mai la Timișoara. La mitingul din 24 mai de la București a participat și Guy Verhofstadt, liderul ALDE din Parlamentul European, care a anunțat formarea unui nou grup proeuropean reformator de centru, alături de partidul La République en Marche! a lui Emmanuel Macron.

## Rezultate electorale

### Alegeri prezidențiale
| An   | Candidat  | Primul tur | Primul tur  | Al doilea tur | Al doilea tur | Rezultat            |
| An   | Candidat  | Voturi     | %           | Voturi        | %             | Rezultat            |
| ---- | --------- | ---------- | ----------- | ------------- | ------------- | ------------------- |
| 2019 | Dan Barna | 1.384.450  | 15.02 / 100 |               |               | A pierdut alegerile |

### Alegeri europarlamentare
| An   | Voturi    | %     | Mandate | Poziție |
| ---- | --------- | ----- | ------- | ------- |
| 2019 | 2.028.236 | 22,36 | 8 / 32  | 3       |

### Alegeri locale

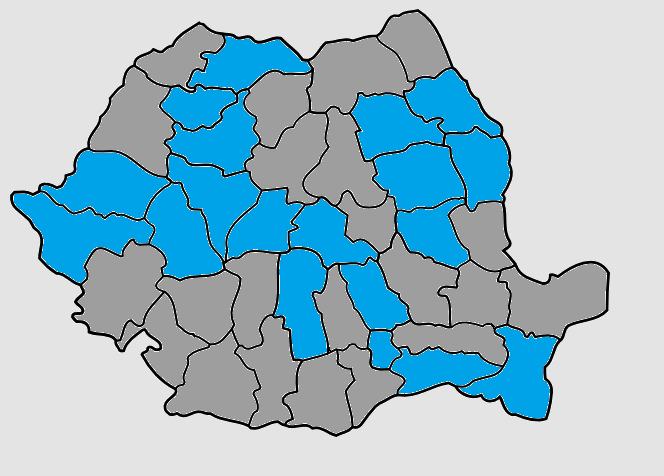
Harta rezultatelor alegerilor locale din România din 2020. În albastru sunt marcate județele în care USR-PLUS a câștigat consilieri județeni (CJ) și în gri sunt județele în care nu a trecut pragul pentru a avea consilieri.

| An   | Voturi  | Procente   | Primari   | Consilieri Locali | Consilieri Județeni | Poziție |
| ---- | ------- | ---------- | --------- | ----------------- | ------------------- | ------- |
| 2020 | 696.478 | 8,89 / 100 | 45 / 3176 | 1207 / 39900      | 65 / 1340           | 3       |

| Județ           | Alegeri | Voturi  | Procente  | Consilieri | +/- | Guvernare locală         |
| --------------- | ------- | ------- | --------- | ---------- | --- | ------------------------ |
| Alba            | 2020    | 13,949  | 9.5 (#3)  | 4 / 32     | 4   | Opoziție                 |
| Arad            | 2020    | 20,712  | 12.8 (#2) | 5 / 32     | 5   | Opoziție                 |
| Argeș           | 2020    | 26,594  | 10.7 (#3) | 4 / 34     | 4   | Opoziție                 |
| Bacău           | 2020    | 61,621  | 27.0 (#2) | 3 / 36     | 3   | Opoziție                 |
| Bihor           | 2020    | 5.741   | 2.3 (#5)  | 0 / 34     | 0   | Nu a intrat în consiliu  |
| Bistrița-Năsăud | 2020    | 5.476   | 4.4 (#4)  | 0 / 30     | 0   | Nu a intrat în consiliu  |
| Botoșani        | 2020    | 5.539   | 3.6 (#5)  | 0 / 32     | 0   | Nu a intrat în consiliu  |
| Brăila          | 2020    | 5.837   | 5.3 (#4)  | 0 / 30     | 0   | Nu a intrat în consiliu  |
| Brașov          | 2020    | 39,013  | 19.3 (#3) | 8 / 34     | 8   | PNL–USR-PLUS             |
| București       | 2020    | 175,953 | 27.0 (#2) | 17 / 55    | 2   | PNL–USR-PLUS             |
| Buzău           | 2020    | 11,866  | 6.6 (#4)  | 0 / 32     | 0   | Nu a intrat în consiliu  |
| Călărași        | 2020    | 46,932  | 37.3 (#2) | 4 / 30     | 4   | Opoziție                 |
| Caraș-Severin   | 2020    | 6,281   | 5.3 (#4)  | 0 / 30     | 0   | Nu a intrat în consiliu  |
| Cluj            | 2020    | 30,701  | 12.2 (#3) | 5 / 36     | 5   | Opoziție                 |
| Constanța       | 2020    | 34,896  | 13.0 (#3) | 5 / 36     | 5   | PNL–USR-PLUS             |
| Covasna         | 2020    | 1,836   | 2.7 (#9)  | 0 / 30     | 0   | Nu a intrat în consiliu  |
| Dâmbovița       | 2020    | 6,054   | 2.9 (#5)  | 0 / 34     | 0   | Nu a intrat în consiliu  |
| Dolj            | 2020    | 17,563  | 6.7 (#4)  | 0 / 36     | 0   | Nu a intrat în consiliu  |
| Galați          | 2020    | 11,844  | 6.0 (#3)  | 0 / 34     | 0   | Nu a intrat în consiliu  |
| Giurgiu         | 2020    | 4,194   | 3.4 (#5)  | 0 / 30     | 0   | Nu a intrat în consiliu  |
| Gorj            | 2020    | 6,373   | 4.2 (#5)  | 0 / 32     | 0   | Nu a intrat în consiliu  |
| Harghita        | 2020    | 1,330   | 1.3 (#7)  | 0 / 30     | 0   | Nu a intrat în consiliu  |
| Hunedoara       | 2020    | 12,949  | 7.9 (#4)  | 2 / 32     | 2   | Opoziție                 |
| Ialomița        | 2020    | 6.096   | 5.7 (#4)  | 0 / 30     | 0   | Nu a intrat în consiliu  |
| Iași            | 2020    | 39.416  | 14.6 (#3) | 6 / 36     | 6   | Opoziție                 |
| Ilfov           | 2020    | 26.389  | 14.5 (#2) | 5 / 32     | 5   | Opoziție                 |
| Maramureș       | 2020    | 14.143  | 7.7 (#4)  | 3 / 34     | 3   | PNL–USR-PLUS             |
| Mehedinți       | 2020    | 2.876   | 2.4 (#5)  | 0 / 30     | 0   | Nu a intrat în consiliu  |
| Mureș           | 2020    | 6.908   | 3.4 (#6)  | 0 / 34     | 0   | Nu a intrat în consiliu  |
| Neamț           | 2020    | 19.564  | 10.7 (#3) | 4 / 34     | 4   | Opoziție                 |
| Olt             | 2020    | 5.019   | 2.5 (#5)  | 0 / 32     | 0   | Nu a intrat în consiliu  |
| Prahova         | 2020    | 131.179 | 45.9 (#1) | 8 / 36     | 8   | PNL–USR-PLUS (2020–2021) |
| Prahova         | 2020    | 131.179 | 45.9 (#1) | 8 / 36     | 8   | Opoziție (2021–2024)     |
| Sălaj           | 2020    | 6.851   | 7.0 (#4)  | 2 / 30     | 2   | Sprijin în consiliu      |
| Satu Mare       | 2020    | 7.072   | 5.4 (#5)  | 0 / 32     | 0   | Nu a intrat în consiliu  |
| Sibiu           | 2020    | 15.573  | 10.1 (#4) | 4 / 32     | 4   | Opoziție                 |
| Suceava         | 2020    | 15.751  | 6.2 (#4)  | 0 / 36     | 0   | Nu a intrat în consiliu  |
| Teleorman       | 2020    | 6.143   | 3.8 (#3)  | 0 / 32     | 0   | Nu a intrat în consiliu  |
| Timiș           | 2020    | 55.155  | 21.5 (#2) | 10 / 36    | 10  | PNL–USR-PLUS (2020)      |
| Timiș           | 2020    | 55.155  | 21.5 (#2) | 10 / 36    | 10  | Opoziție (2020–2024)     |
| Tulcea          | 2020    | 5.288   | 6.1 (#4)  | 0 / 30     | 0   | Nu a intrat în consiliu  |
| Vâlcea          | 2020    | 8.319   | 5.2 (#4)  | 0 / 32     | 0   | Nu a intrat în consiliu  |
| Vaslui          | 2020    | 12.140  | 8.4 (#4)  | 3 / 34     | 3   | Opoziție                 |
| Vrancea         | 2020    | 58.610  | 41.0 (#2) | 5 / 32     | 5   | Sprijin în consiliu      |

| Oraș        | Primar      | Poziție | Consiliu local | Consiliu local | Consiliu local | Consiliu local |                                 |
| Oraș        | Primar      | Poziție | Voturi         | Procente       | Consiliu       | +/-            | Guvernare locală                |
| ----------- | ----------- | ------- | -------------- | -------------- | -------------- | -------------- | ------------------------------- |
| Sectorul 1  | 40,95 / 100 | 1       | 26.675         | 30.0 (#2)      | 9 / 27         | ▲ 1            | PNL–USR-PLUS (2020–2021)        |
| Sectorul 1  | 40,95 / 100 | 1       | 26.675         | 30.0 (#2)      | 9 / 27         | ▲ 1            | USR-PLUS minoritate (2021–2024) |
| Sectorul 2  | 36,91 / 100 | 1       | 33.145         | 29.1 (#2)      | 9 / 27         | ▲ 4            | PNL–USR-PLUS                    |
| Sectorul 3  | 28,48 / 100 | 2       | 34.236         | 25.7 (#1)      | 9 / 31         | ▲ 1            | Opoziție                        |
| Sectorul 4  | 29,88 / 100 | 2       | 28.999         | 28.5 (#2)      | 9 / 27         | ▲ 3            | Opoziție                        |
| Sectorul 5  | 25,24 / 100 | 3       | 14.838         | 16.5 (#3)      | 5 / 27         | ▬ 0            | Opoziție                        |
| Sectorul 6  | 43,40 / 100 | 1       | 30.657         | 24.8 (#3)      | 8 / 27         | ▲ 1            | PNL–USR-PLUS                    |
| Cluj-Napoca | 8,27 / 100  | 2       | 16.691         | 17.1 (#2)      | 5 / 27         | ▲ 5            | Opoziție                        |
| Timișoara   | 53,25 / 100 | 1       | 37.977         | 41.4 (#1)      | 13 / 27        | ▲ 13           | PNL–USR-PLUS (2020)             |
| Timișoara   | 53,25 / 100 | 1       | 37.977         | 41.4 (#1)      | 13 / 27        | ▲ 13           | USR-PLUS minoritate             |
| Iași        | 30,31 / 100 | 2       | 24.785         | 29.0 (#2)      | 9 / 27         | ▲ 9            | Opoziție                        |
| Brașov      | 42,06 / 100 | 1       | 26.525         | 32.7 (#1)      | 12 / 27        | ▲ 12           | PNL–USR-PLUS                    |
| Constanța   | 24,31 / 100 | 2       | 22.773         | 23.9 (#2)      | 9 / 27         | ▲ 9            | PNL–USR-PLUS                    |

### Alegeri parlamentare
| An   | Camera Deputaților | Camera Deputaților | Camera Deputaților | Senat   | Senat | Senat    | Poziție | Rezultat | Guvern               |
| An   | Voturi             | %                  | Mandate            | Voturi  | %     | Mandate  | Poziție | Rezultat | Guvern               |
| ---- | ------------------ | ------------------ | ------------------ | ------- | ----- | -------- | ------- | -------- | -------------------- |
| 2020 | 906.965            | 15,34              | 55 / 329           | 936.864 | 16,06 | 25 / 136 | 3       | Coaliție | Cîțu                 |
| 2020 | 906.965            | 15,34              | 55 / 329           | 936.864 | 16,06 | 25 / 136 | 3       | Opoziție | Cîțu, Ciucă, Ciolacu |